# Bobolec
Bobolec – wzniesienie o wysokości 174,1 m n.p.m. na Pojezierzu Drawskim, położone w województwie zachodniopomorskim, powiecie koszalińskim, gminie Bobolice. Bobolec znajduje się na północno-wschodnim krańcu Pojezierza Drawskiego.
Ok. 1,3 km na północny wschód leży wieś Drzewiany, a ok. 5,5 km na południowy zachód leży miasto Bobolice. Ok. 0,4 km na południe przebiega droga wojewódzka nr 205.
Nazwę Bobolec wprowadzono urzędowo w 1949 roku, zastępując poprzednią niemiecką nazwę Bublitzer Berg.